# 斯特里漢卡
50°15′5″N 24°20′31″E / 50.25139°N 24.34194°E
斯特里漢卡（羅馬化：Stryhanka）是烏克蘭的村莊，位於該國西部利維夫州，由舍普季茨基區多布羅特維爾市鎮負責管轄，始建於1690年，面積1.105平方公里，海拔高度197米，2001年人口411，人口密度每平方公里371.9人。